# Agneta Horn
Agneta Horn af Björneborg, född 18 augusti 1629 i Riga, död 18 mars 1672 i Stockholm, var en svensk memoarförfattare, mest känd för sin unika dagbok, som ger en god inblick i den svenska högadelns familjeliv under stormaktstiden. Hon var dotter till fältmarskalk greve Gustaf Horn (1592–1657) och Christina Oxenstierna (1610–1631), dotterdotter till rikskanslern Axel Oxenstierna och svärdotter till Brita De la Gardie (Pontusdotter). Litterärt och personlighetsmässigt har hon jämförts med Strindberg.

## Författarskap
Dagboken Agneta Horns leverne är hennes självbiografi, som hon inleder med en Beskrifning öfver min elända och mycket vedervärtiga vandringes tid samt alla mina mycket stora olyckor och hjärtans hårda sorger och vedervärtighet som mig därunder hopetals har mött alltifrån min första barndom och huru Gud alltid har hulpit mig med ett godt tålamod igenom gå alla mina vedervärtigheter. Den är inte bara moraliskt – historiskt uppbyggd utan även religiöst. Agneta jämställer sig med bibelns Job och ser sitt eget liv som en parallell till detta bibliska exempel med Guds hårda prövningskonst.
Man kan bättre förstå hennes religiösa aspekt om man vet att hon avslutade dagboken 1656, då hon redan vid knappt 30 års ålder hade mist två av sina barn, sin make, far, mormor och morfar. Hon hade dessutom blivit utsatt för andra, hårda prövningar. Boken lär ha blivit uppdelad i följande tre delar:
1. Det plågade barnets kristeliga tålamod
2. En dotters lydnad och pietet mot sin far
3. En god hustrus tålamod under allsköns prövningar vid sin makes sida

Manuskriptet till Agneta Horns leverne finns i original på Uppsala universitetsbibliotek där Ellen Fries upptäckte det 1885. Ett år senare publicerades i tidskriften Dagny de första utdragen i moderniserad form. Som bok utgavs den första gången i sin helhet 1908 av Sigrid Leijonhufvud. Gösta Holm skapade en vetenskaplig, mycket exakt utgåva 1959 där alla troliga skrivfel och ändringar angavs. Titeln blev Beskrivning över min vandringstid och boken innehåller även en detaljerad genomgång av Horns språkbruk. Utgåvan skiljer sig dock från originalet genom att Holm tillsatt skiljetecken. År 1961 utkom en bearbetning kallad "Agneta Horns leverne".
Senaste utgåva trycktes 2012 med titeln "Hjärtesorger och vedervärdigheter, Hur Gud alltid har hjälpt mig". Förordet om Agneta Horn och efterordet om arbetet med 1600-talssvenskan är skrivet av Anne Brügge, som gjort den språkliga moderniseringen av dagboken. Här har dagboken tryckts tillsammans med Agneta Horns egen sammanställning av bibelverser från Psaltaren och Jobs bok. Med små ändringar, bl. a. genom att ändra maskulinum till femininum har hon där format en alternativ självbiografi. Originalet till bibelparafrasen hittades tillsammans med dagboken i Uppsala universitetsbiblioteks handskriftsavdelning. I utgåvan 2012 har även bibelparafrasen gjorts läsbar genom språklig modernisering. Dess nya radbrytning framhäver bibelordens karaktär av poetiskt anrop, medan orden i Agneta Horns egen originalhandskrift strömmar i ett jämnt flöde, bara avbrutet av versernas nummer.

## Biografi
Agnetas mor Christina Oxenstierna hade rest med sin dotter till Kurland, där maken tjänstgjorde i krig mot polackerna. Senare samma år begav sig familjen till Finland. Våren 1630 reste de till Åbo. Därifrån avseglade fadern Gustaf Horn till Polen för att tjänstgöra. Mor och dotter begav sig då till mormor Anna Åkesdotter Bååt på Fiholms slott i Södermanland. Därefter begav de sig till Häringe slott, där 1630 Axel föddes. Modern, nu med två barn, avreste i april 1631 från hamnen vid ön Älvsnabben intill Muskö i Stockholms skärgård till Wolgast i Mecklenburg-Vorpommern i nordöstra Tyskland, och vidare till Neumark i Markgrevskapet Brandenburg, där maken Gustaf Horn för tillfället tjänstgjorde.
Agneta blev moderlös redan vid två års ålder, då i juli 1631 Christina insjuknade i pesten och fördes till Stettin, där hon avled den 8 augusti 1631. Hennes lik insattes i Sankt Jacobs kyrka i Stettin där hon förvarades i nästan två år. Både Agneta och hennes yngre bror Axel Horn vanvårdades av sina barnpigor i Stettin. Drottning Maria Eleonora fick reda på deras belägenhet och efter någon månad, i oktober 1631, såg Johan Sparre till så att barnen fick komma till Wolgast, där de inkvarterades hos sin faster Ebba Leijonhufvud som var maka till Klas Horn. Agnetas bror Axel hade redan efter blott fjorton dagar hos fru Ebba dött i månadsskiftet oktober–november 1631 på grund tjänstefolkets bristfälliga vård. Agnetas lillebror frös ihjäl, eftersom barnen fick ligga i en oeldad kammare och snön yrde in genom de trasiga fönstren.

### Barndom i Sverige
Sommaren 1633 lyckades dock fadern Gustaf Horn se till så att Agneta tillsammans med sin faster fick resa hem till Sverige. Med på färden följde moderns, broderns och farbrodern Klas Horns lik. De tre liken som förvarats i S:t Jakobs kyrka i Stettin blev den 3 juli 1633 förda i procession ner till skeppet Falken. Även faster Ebba medföljde på skeppet vid båtfärden. Efter en stormig resa anlände skeppet först i augusti till Kalmar. Därifrån gick deras färd med Klas Horns lik till Uppsala, medan moderns och broderns lik var kvar på skeppet till Dalarö innan de insattes i Västerhaninge kyrka i väntan på begravning. Fru Ebba Leijonhufvud, som var mycket sträng, fick nu fortsatt vårdnad om Agneta. År 1636 kom hennes morfar Axel Oxenstierna hem till Tidö där Agneta ofta vistades hos sin mormor Anna Bååt av släkten Bååt, en avsevärd förbättring hade nu skett för den sjuåriga Agneta.
Sedan fadern efter slaget vid Nördlingen 1634 hamnat i krigsfångenskap var hon i praktiken föräldralös. Agneta sörjde sin mor och kände sig övergiven. Hon fick inte någon riktig utbildning och hon vistades hos olika släktingar i Sverige, bland annat hos sin faster Ebba Leijonhufvud. Hon trivdes bäst hos sina morföräldrar Anna Åkesdotter Bååt och Axel Oxenstierna.
Fadern återkom till Sverige 1642, efter åtta års fångenskap. Agneta kände sig nu omhändertagen och han klädde upp henne "både till hand och till fot". Ingenting förtog hennes glädje, "så länge Gud ville unna mig min herr far, utan hela världen dansa nu på en sillenacka för mig". År 1643 gifte fadern om sig med Sigrid Bielke af Åkerö, vilket medförde att de bosatte sig på medeltidsborgen Wiks slott i Balingsta socken i Uppland. Agnetas relation till styvmodern kom att bli en aning spänd, medan hennes förhållande till sina morföräldrar utvecklades bättre. Sedan fadern återkommit till landet förbättrades även Agnetas ståndsmässiga ställning. Innan dess hade hon ofta tvingats gå klädd i grova kläder, vilket normalt inte skulle ha ansetts passande för ett barnbarn till Axel Oxenstierna.
Redan tidigt hade Agneta lovats bort till Erik Larsson Sparre. Agneta föraktade Sparre och var inte alls med på noterna. Hon behandlade honom hånfullt och vid ett tillfälle brände hon upp hans handskar och kastade hett vax på honom. Agneta ville ha en soldat, sade hon, och så kom det också att bli.

### Giftermål
Den 21 juni 1648 gifte sig den då nittonåriga Agneta Horn av kärlek med officeren, senare översten Lars Jespersson Kruus (1621–1656). De hade förlovat sig officiellt den 20 augusti 1647. Bröllopet ägde rum i Stockholm. Därefter drog de till hans gods Sätuna för att bosätta sig. I augusti följde hon med maken ut i kriget trots att hon väntade barn och avråddes från att åka. I april 1649 föddes det första barnet – sonen Gustaf. De fick fem barn tillsammans varav tre överlevde fadern.
Maken ägnade sig åt krigaryrket och blev officer vid Västgöta och Dals ryttare, senare även överste där. Som sådan deltog han i Karl X Gustavs krig i Polen där han avled i feber den 20 april 1656 under en marsch mellan Warszawa och Thorn. 
Då maken avled hade Agneta ännu inte fyllt 30 år och hon stod ensam med tre små barn. Hösten 1656 återvände hon med mannens lik till Sverige och begravningen skedde i Storkyrkan, där kistan sattes ned i hans föräldrars gravkor, det Kruuska, i väntan på att Agneta skulle ordna ett värdigt sista vilorum vid sitt gods Sätuna i Uppland. Agneta måste nöja sig med att bygga ett ståtligt gravkor vid Björklinge kyrka sedan konsistoriet i Uppsala vägrat henne att riva hela kyrkan för att till Lars minne uppföra en ny. 
Nu ägnade hon sig åt sina barns uppfostran och att med fast hand sköta sina arvegods i Finland, Sverige och Livland fram till sin död 1672. Hon gifte aldrig om sig.
J.G. Borgenstierna ger beskrivningen att Agneta var tämligen kortvuxen, spenslig, och ganska mörk. De bestämda läpparna kunde understundom öppnas och avleverera såväl svordomar som andra gräsligheter. Hon hade en förmåga att vara lika hemma hos drottningen som i pigkammaren. Det finns en berömd tavla av henne, målad av David Klöcker Ehrenstrahl. Den framställer henne med ytterst vaksam blick, sedesamt och enkelt klädd, behagfullt tillbakalutad och med en air av självmedvetenhet, viljestyrka och "Noli me tangere". Både litterärt och personlighetsmässigt har hon jämförts med Strindberg, och hennes bok Leverne har jämförts med Strindbergs Svarta fanor.

## Barn
- Gustaf Kruus (1649–1692), gift med Sidonia Juliana Lewenhaupt (1659–1737).
- Johan Kruus, född 20 augusti 1650 i familjens malmgård i Stockholm, döpt 28 augusti i Drottning Marias hus, död 27 juli 1652. Han är begravd i Björklinge kyrka där hans vapen är upphängt vid altaret.
- Brita Kruus (1652–1716), gift med Fabian Wrede (1641–1712).
- Christina Kruus, döpt 14 september 1653 i Stockholm, begraven 10 februari 1656 där.[3]
- Anna Kruus (1654–1692), gift med Claes Fleming (1649–1685).

## Begravd i Björklinge kyrka
Agneta Horn ligger begravd i Sätuna gravkor i Björklinge kyrka.